# 大場正昭
大場 正昭（おおば まさあき）は日本の建築系環境学者。工学者。
東京工芸大学教授、大学院 風工学研究センター教授。専門は、風工学・大気拡散温熱快適性など建築環境学、設備計画学、建築環境工学や設備設計。
建築系環境工学の教育、自然エネルギーの有効活用を理解した工学技術者の育成に長年従事。研究は環境工学における大気の環境と汚染質拡散防除を専門にしていたが、近年は通風研究にも着手。21世紀COEプロジェクトにも関わる。

## 経歴
- 日本大学理工学部建築学科卒業後、横浜国立大学大学院修士課程修了。東京大学大学院博士課程を経て東京工芸大学へ着任。

## 著作
- Report of International Conference on Wind Engineering in Cairns, Australia JWE (113), 495-513, 2007-10-31
- The 4th International Symposium on Computational Wind Engineering (CWE2006) セッション報告 JWE : 日本風工学研究会誌 (110), 29-45, 2007-01-31
- 汐留エリアの高層ビル群による風環境の変化に関する風洞実験,成田健一(評論) Journal of architecture and building science (24), 498, 2006-12-20
- 18 建物周辺のガスの拡散に関する風洞実験(その7) : 建物周辺における拡散現象の風洞実験による再現について(環境工学) 研究報告集. 計画系 (56), 69-72, 1985-07-10
- 17 街区内での汚染ガスの拡散に関する野外模型実験 : 接近流の安定度の影響を中心として(環境工学) 研究報告集. 計画系 (56), 65-68, 1985-07-10
- 市街地における物質拡散に関する実験的研究 : 地表面温度差および吹出し密度差の影響について, 建築雑誌. 研究年報 78, 109-110, 1979-03-25